# 刘锋 (1928年)
刘锋（1928年—1993年3月20日），男，黑龙江依安人，中国人民解放军将领、

## 生平
刘锋1946年加入中国人民解放军。第二次国共内战中，他参加了辽西战役、安阳战斗、远安战斗、宜昌战斗等战役战斗。1949年加入中国共产党。参军后历任干事、团政治协理员、教导员、团政治处主任、大队政委、师政治部主任、师政委、军政委等职。1983年，接替任球，担任广州军区空军政治委员。1987年，由张振先接任。
刘锋毕业于解放军政治学院。曾任第六届全国人大代表、第八届全国政协委员。
1993年3月20日因病在广州逝世。